# Hypenagonia normata
Hypenagonia normata är en fjärilsart som beskrevs av Joannis 1929. Hypenagonia normata ingår i släktet Hypenagonia och familjen nattflyn. Inga underarter finns listade i Catalogue of Life.